# Tom Poes en het geheim van het Nevelmoeras
Tom Poes en het geheim van het Nevelmoeras is een ballonstripverhaal uit de Tom Poes-reeks. Het verhaal stond als eerste in afleveringen in de Donald Duck in de nummers 11 t/m 21 van 1957. In 1980 verscheen het in de Oberon-reeks met volgnummer 16.

## Samenvatting
Tom Poes, Heer Bommel en Wammes Waggel belanden gezamenlijk bij het Nevelmoeras, een betoverd moeras dat de plaats heeft ingenomen van het Zilvermeer waar heer Bommel eigenlijk heen wilde. Het moeras is gecreëerd door Zwarte Vleer, met hulp van al zijn trollen. Zwarte Vleer wil het moeras steeds groter maken, omdat zijn macht dan ook steeds in omvang toeneemt.
Uiteindelijk wordt de betovering verbroken, doordat Wammes Waggel de toverboom, waarmee Zwarte Vleer de trollen commandeert, in brand steekt. De macht van Zwarte Vleer is hiermee ten einde. Wammes denkt nog steeds dat alles maar een spelletje is. De betoverde bewoners zijn ook onttoverd en komen uit het meer. De koning ziet Heer Bommel en Tom Poes als hun redders, maar Tom Poes legt uit dat Wammes Waggel de boom in brand stak. En zo krijgt Wammes een standbeeld op het dorpsplein, tot grote ergernis van Heer Bommel, die natuurlijk zichzelf als de redder ziet.